# Test di randomizzazione
Il test di randomizzazione o di aleatorizzazione (o di rimescolamento o shuffling test), ideato da Ronald Fisher nel 1935, appartiene alla famiglia dei test di ricampionamento (insieme al metodo bootstrap, al metodo jackknife e al metodo di Montecarlo).
Si usa per determinare la probabilità di correlazione tra due variabili.
Supponendo di disporre di una serie di dati che sembrano mostrare una certa regolarità, si assume come ipotesi nulla che i dati non siano tra loro correlati (ovvero che siano distribuiti casualmente).
Con questo test statistico viene dapprima calcolato il coefficiente di correlazione dei dati inseriti, conservandone l'ordine; successivamente i dati di una variabile vengono mescolati in modo casuale e viene ricalcolato un nuovo coefficiente di correlazione. Questo passaggio (rimescolamento o shuffling) viene ripetuto N-volte (a seconda del numero di dati).
Di questa nuova serie di coefficienti di correlazione bisogna calcolare la media e la deviazione standard (si possono rappresentare graficamente i risultati ottenuti con un'istogramma, in cui il numero di intervalli sia uguale alla radice quadrata del numero N di simulazioni effettuate).
Quindi si osserva quante volte il coefficiente di correlazione calcolato si discosta dalla media degli N coefficienti simulati col test di randomizzazione. Il valore viene espresso in unità di deviazioni standard; si considerano correlati in modo significativo i coefficienti il cui valore sia maggiore di 1,96 (o minore di -1,96) [P=0,05].
Questo test statistico, insieme ai più recenti metodi jackknife e bootstrap, è oggi molto diffuso e versatile (soprattutto in sostituzione dei precedenti test non parametrici, che erano semplici applicazioni algoritmiche per semplificare i calcoli prima della diffusione dei moderni personal computer).